# Клеман Мішлен
Клеман Жером Мішлен (фр. Clément Jérôme Michelin, нар. 11 травня 1997, Монтобан, Франція) — французький футболіст, фланговий захисник французького «Бордо»

## Ігрова кар'єра

### Клубна
Клеман Мішлен є вихованцем футбольної школи клуба «Тулуза». З 2014 року футболіст почав грати за дублюючий склад у Національному дивізіоні 3. Влітку 2016 року Мішлен вперше був викликаний на збори першої команди. І вже у вересні того року дебютував на вищому рівні.
Провівши один сезон в оренді у клубі «Аяччо», влітку 2019 року Мішлен перейшов до «Ланса», з яким підписав трирічний контракт. У сезоні 2019/20 разом з командою Мішлен посів друге місце у Лізі 2 і наступний сезон вже провів у вищому дивізіоні Франції. А пясля цього у 2021 році перейшов до клубу грецької Суперліги АЕК (футбольний клуб, Афіни). З афінським клубом футболіст підписав контракт на чотири роки.
Через рік захисник повернувся до Франції, де на правах оренди продовжив кар'єру у клубі «Бордо». Наступного трансферного вікна клуб викупив його контракт. 

### Збірна
У 2016 році Мішлен у складі юнацької збірної Франції (U-19) брав участь у переможній юнацькій першості Європи.
У 2021 році футболіст зіграв на літніх Олімпійських Іграх у Токіо у складі олімпійської збірної Франції.

## Титули
Франція (U-19)
 Чемпіон Європи: 2016